# Volcán del Totumo
El volcán del Totumo es un volcán de lodo, ubicado en el Caribe Colombiano, específicamente en el municipio de Santa Catalina (Bolívar), junto a la Ciénaga del Totumo y cerca de la frontera con el departamento del Atlántico. Los centros poblados más cercanos a este son Loma de Arena, Galerazamba y Pueblo Nuevo. La formación presenta una escasa elevación (aproximadamente de veinte metros) para llegar a su cráter es preciso ascender por una rústica escalera de madera.
En el sitio se hace turismo ecológico, se accede al mismo a través de la ruta nacional 90A autopista Paralela al Mar (o Vía al Mar) que comunica a Cartagena de Indias con Barranquilla.  

## Turismo

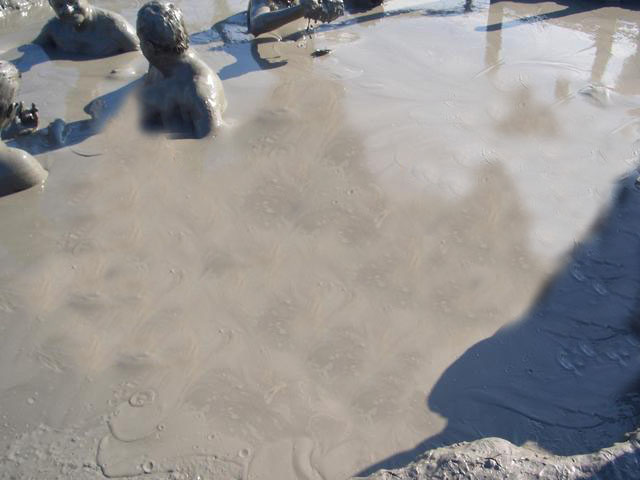
Baño en el volcán del Totumo.

Los lugareños venden comida típica como pescado frito, arroz con coco y bebidas refrescantes. Por una módica suma de dinero se puede pasear en lancha por la Ciénaga de Totumo y visitar las islas Los Cocos, La Fantasía y Las Garzas donde existe variedad  de fauna y flora propia del manglar. Los locales también se ofrecen para tomar fotografías, dar masajes y guardar pertenencias.
A pocos kilómetros de ahí está la ensenada de Galerazamba donde se extrae sal marina desde épocas precolombinas, y que también se ha convertido en un atractivo para los turistas.

## Composición química del lodo
Mediante análisis hechos al lodo del volcán, se ha podido establecer su composición química: agua 45,37%, sílice 3,94%, aluminio 9,31%, magnesio 13,11%, cloruro sódico 15,0%, Calcio 9,30%, sulfuro 6,74%, hierro 1,7%, fosfato 1,15%